# آلفرد جونز (بازیکن فوتبال، زاده ۱۹۰۲)
آلفرد جونز (انگلیسی: Alfred Jones؛ زادهٔ 1902) بازیکن فوتبال اهل بریتانیا است.
از باشگاه‌هایی که در آن بازی کرده‌است می‌توان به باشگاه فوتبال استوک سیتی، باشگاه فوتبال کرو آلکساندرا، و باشگاه فوتبال کونگلتون تاون اشاره کرد.